# Derek Kolstad
Derek Kolstad (* 4. April 1974 in Madison, Wisconsin) ist ein US-amerikanischer Drehbuchautor und Filmproduzent. Bekanntheit erlangte er als langjähriger Drehbuchautor der John-Wick-Reihe.

## Leben und Karriere
Derek Kolstad wurde 1974 in Madison, Wisconsin geboren, wo er in einer christlichen Familie gemeinsam mit einem jüngeren Bruder aufwuchs. Inspiriert von seiner Liebe zum Film und Autoren wie Alistair MacLean oder Stephen King begann Kolstad bereits im Alter von 13 Jahren, eigene Drehbücher zu schreiben, dachte zu diesem Zeitpunkt allerdings nie an eine Karriere im Filmgeschäft. Stattdessen studierte er zunächst Betriebswirtschaftslehre an der Taylor University in Indiana und arbeitete später einige Jahre als Berater von Verkaufsleitern in Chicago. Mit 26 Jahren entschied sich Kolstad dazu, sich wieder verstärkt dem Drehbuchschreiben zuwenden zu wollen, und zog nach Los Angeles. Dort hielt er sich zunächst mit Gelegenheitsjobs über Wasser und schrieb nebenbei an mehreren Skripten, die zwar die Aufmerksamkeit verschiedener Filmstudios erregten, letztendlich aber nicht umgesetzt wurden.
Zu seinen ersten offiziellen Arbeiten zählten die Drehbücher zu den Actionfilm Last Bullet – Showdown der Auftragskiller (2012) und The Package – Killer Games (2013), jeweils mit Dolph Lundgren in der Hauptrolle. Beide Direct-to-Video-Produktionen erweisen sich allerdings als nur wenig erfolgreich, weshalb Kolstad mit dem Gedanken spielte, aus dem Filmgeschäft wieder auszusteigen. Durch den Verkauf eines Skripts erhielt er gerade genug Geld, um für ein paar weitere Monate zu Schreiben, woraufhin in Reaktion auf die Filme Faster und Harry Brown das Drehbuch Scorn entstand. Da das von Basil Iwanyk geleitete Produktionsunternehmen Thunder Road zusicherte, das Projekt zeitnah umsetzen zu wollen, verkaufte Kolstad an das finanziell unattraktivste Angebot. Noch im selben Jahr ging der Film mit den Regisseuren Chad Stahelski und David Leitch in Produktion. Als Hauptdarsteller wurde Keanu Reeves verpflichtet, der vorschlug, die Hauptfigur und damit auch den Titel des Films nach Kolstads hundertjährigem Großvater zu benennen: John Wick.
Der 2014 veröffentlichte Actionfilm John Wick erwies sich für Kolstad als Durchbruch in Hollywood, nachdem er zuvor fast 50 unverfilmte Drehbücher geschrieben hatte. Kolstad kehrte in den Folgejahren auch als Autor der beiden Fortsetzungen John Wick: Kapitel 2 (2017) und John Wick: Kapitel 3 (2019) zurück, schrieb das VR-Videospiel John Wick Chronicles (2017) und war in beratender Funktion für eine John-Wick-Comicreihe tätig. Für John Wick: Kapitel 4 (2023) kam Lionsgate allerdings nicht mehr auf ihn zurück, sondern entschied sich für neue Drehbuchautoren. Kolstad wirkte stattdessen als Executive Producer und Autor an der Marvel-Serie The Falcon and the Winter Soldier (2021) mit und fungierte als Showrunner bei der Comedyserie Die Hart (2020–2024). Daneben schrieb er auch die Drehbücher zu den Actionfilmen Nobody (2021) und Nobody 2 (2025) mit Bob Odenkirk in der Hauptrolle.
Kolstad ist verheiratet und lebt mit seiner Frau in Pasadena. Im Jahr 2017 wurden beide Eltern von Zwillingen.

## Filmografie
- 2012: Last Bullet – Showdown der Auftragskiller (One in the Chamber)
- 2013: The Package – Killer Games (The Package)
- 2014: John Wick
- 2017: John Wick: Kapitel 2 (John Wick: Chapter 2)
- 2019: John Wick: Kapitel 3 (John Wick: Chapter 3 – Parabellum)
- 2020–2024: Die Hart (Fernsehserie, auch Produktion)
- 2021: Nobody
- 2021: The Falcon and the Winter Soldier (Fernsehserie, 2 Folgen)
- 2022: The Princess (Produktion)
- 2023: The Continental (Fernsehserie, Produktion)
- 2025: Nobody 2